# دبليو دبليو إف راسلمنيا شالينج
دبليو دبليو إف راسلمنيا شالينج (بالإنجليزية: WWF WrestleMania Challenge)‏ ، هي لعبة فيديو إلكترونية من نوع رياضة المصارعة الحرة، أنتجت سنة 1990م، وتعمل حصراً لنظام نينتندو إنترتينمنت سيستم.

## وصلة خارجية
- دبليو دبليو إف راسلمنيا شالينج على موبي غيمز